# Małczew
Małczew – wieś w Polsce położona w województwie łódzkim, w powiecie brzezińskim, w gminie Brzeziny.
Przez wieś przebiega droga asfaltowa, powiatowa nr 02912E.
W latach 1975–1998 miejscowość administracyjnie należała do województwa skierniewickiego.
Miejscowość skomunikowana jest z Łodzią i Brzezinami linią autobusową 90 łódzkiego MPK